# II. Jakab aragóniai király
II. (Igazságos) Jakab (Valencia, 1267. augusztus 10. – Barcelona, Katalónia, 1327. november 2.), szicíliai olaszul: Jàcumu II d'Aragona chiamatu lu Giustu, katalánul: Jaume II el Just d'Aragó, spanyolul: Jaime II el Justo de Aragón, olaszul: Giacomo II d'Aragona detto il Giusto, szárdul: Giagu II de Aragona, Aragónia, Szicília, Valencia, Mallorca és Szardínia királya, valamint Barcelona grófja. A Barcelonai-ház tagja. Apja révén II. András magyar király dédunokája és I. (Hohenstaufen) Manfrédnak, Szicília királyának az unokája.

## Élete
Édesapja III. Péter aragón király, I. Péter néven szicíliai király, I. Jakab aragón királynak és Árpád-házi Jolán magyar királyi hercegnőnek, II. András magyar király és Courtenay Jolán konstantinápolyi latin császári hercegnő egyetlen gyermekének a legidősebb fia.
Édesanyja, Hohenstaufen Konstancia szicíliai királyi hercegnő I. (Hohenstaufen) Manfréd (1232–1266) szicíliai királynak és első feleségének, Savoyai Beatrix királynénak volt az egyetlen gyermeke.
Másodszülöttként az apjának a halála (1285) után I. Jakab néven szicíliai király lett. 1286 februárjában Palermóban koronázták Szicília királyává. A bátyjának, III. (Liberális) Alfonz aragón királynak törvényes utódok nélküli halála (1291) után örökölte meg az Aragóniai Királyságot II. Jakab néven, és így az eddig egymástól független uralkodók által kormányzott két önálló királyság egy kézbe került. Jakab 1291. július 12-én kinevezte öccsét, Frigyest Szicília helytartójává.
Jakab az első házasságát 1291. december 1-jén Burgosban kötötte Izabella (1283–1328) kasztíliai királyi hercegnővel, de házasságuk gyermektelen maradt, és 1295-ben felbontották.
Jakab az 1295. június 20-án megkötött Anagni Szerződésben kötelezettséget vállalt arra, hogy lemond a szicíliai királyi címéről, a Szicíliai Királyság pedig VIII. Bonifác pápára átszáll, majd pedig az visszaszáll az Anjou-házra. Viszonzásul a szerződés értelmében a pápa Szardínia királyává fogja kinevezni Jakabot, melyre 1297. április 4-én Rómában került sor, és II. Károly nápolyi király lányát, Anjou Blankát feleségül adják Jakabhoz, ami 1295. november 1-jén történt meg. A szicíliai rendek tiltakoztak e szerződés ellen, és erre válaszul az eddigi helytartót, Frigyest 1295. december 11-én Palermóban előbb Szicília urává, majd 1296. január 15-én Cataniában már királlyá választották, és 1296. március 25-én Palermóban megkoronázták.
Jakab második házasságát a két vetélkedő Szicíliai Királyság: az Itália déli részén fekvő nápolyi központú és a Szicília szigetén elterülő palermói székhelyű, kiegyezése hozta meg. 1295. november 1-jén feleségül vette Anjou Blanka nápolyi-szicíliai hercegnőt, húga, Jolán hercegnő (1273–1302) (1280–1310) pedig 1297. március 23-án Anjou Róbert (1278–1343) nápolyi trónörököshöz ment feleségül, aki 1309-től, már az aragón-szicíliai felesége halála után I. Róbert néven szicíliai (nápolyi) király lett.
1302. augusztus 19-én a castronovói előzetes békében először ismerték el a két Szicília külön állami létét.

## Gyermekei
- 1. feleségétől, Izabella (1283–1328) kasztíliai királyi hercegnőtől, elváltak, gyermekei nem születtek
- 2. feleségétől, Anjou Blanka (1280–1310) nápolyi királyi hercegnőtől, 10 gyermek:
  - Jakab (1296. szeptember 29. – 1334. július), Szerzetes, aragón trónörökös, aki 1319-ben lemondott a jogairól és szerzetes lett
  - Alfonz (1299 – 1336. január 24.) aragón trónörökös a bátyja lemondása után, majd IV (Jó) Alfonz néven aragón király
  - Mária (1299 – 1316), férje Kasztíliai Péter, los Cameros ura
  - Konstancia (Valencia, 1300. április 1. – 1327. szeptember 19.), férje János Mánuel kasztíliai királyi herceg
  - János (1304 – Zaragoza, 1334. augusztus 19.), Toledó érseke, alexandriai pátriárka
  - Izabella (1305 – 1330. július 12.), férje III. (Szép) Frigyes osztrák herceg és német király, 3 leány
  - Péter (1305 – Pisa, 1381. november 4.), Ribagorça és Prades grófja, felesége Foix Johanna (–1357/58), 3 gyermek, többek között:
    - Aragóniai Eleonóra (1333–1417), férje I. Péter (1328–1369) ciprusi király, 3 gyermek

  - Blanka (1307 – Barcelona, 1348) apátnő Sigenában
  - Rajmund Berengár (1308. augusztus – Barcelona, 1366), Empúries grófja, később pap lett
  - Jolán (1310. október – 1353. július 19.), első férje Fülöp tarantói herceg, 2. férje Lope, Luna grófja (Luna Mária aragóniai királyné apja), 1 leány
- 3. feleségétől, Lusignan Mária (1273–1322) ciprusi királyi hercegnőtől, nem születtek gyermekei
- 4. feleségétől, Moncadai Elisenda (1292 körül–1364) úrnőtől, nem születtek gyermekei

Házasságon kívül született gyermekei:
- Ágyasától, Lukrécia úrnőtől, 2 fiú:
  - Sancho
  - Jakab (Mazzara, 1291 – 1350/51), 1. felesége Jaumetta Guerau mallorcai úrnő, 2. felesége Ruccia szardíniai úrnő
- Ágyasától, Gerolda úrnőtől, 1 fiú:
  - Napóleon (Szicília, 1288 – ? ), Joyosa Guarda ura, felesége Guillermo Robert mallorcai úrnő